# Отаболаев, Дастонбек
Достонбек Отаболаев (родился 5 ноября 1993 года в Ферганской области Республики Узбекистан) — узбекский каратист.

## Биография
В 2021 году он завоевал золотую медаль в мужской весовой категории до 75 кг на чемпионате мира по каратэ, проходившем в Дубае, Объединённые Арабские Эмираты. Первый чемпион мира по каратэ в Узбекистане и Средней Азии. Мастер спорта международного класса и обладатель чёрного пояса четвёртого Дана. Достонбек — капитан сборной Узбекистана по каратэ. На Всемирных играх 2022 года впервые в истории узбекского каратэ завоевал бронзовую медаль.
В 2016 году завоевал бронзовую медаль в весовой категории до 75 кг на чемпионате мира по каратэ среди студентов, проходившем в Браге, Португалия. Он также завоевал бронзовую медаль в мужской весовой категории до 75 кг на играх Исламской солидарности 2017 года, проходивших в Баку, столице Азербайджана.
На Азиатских играх 2018 года, проходивших в городе Джакарта, Индонезия, он участвовал в мужской весовой категории до 75 кг и в первом матче проиграл бронзовому призёру, иорданцу Башару Аль-Наджару. В 2019 году завоевал бронзовую медаль в командном зачёте на чемпионате Азии по каратэ, проходившем в столице Узбекистана,Ташкенте.
В июне 2021 года Достонбек Отаболаев примет участие во Всемирном Олимпийском квалификационном турнире в Париже, Франция, чтобы пройти квалификацию на летние Олимпийские игры 2020 года в Токио, Япония, но не смог пройти квалификацию на Олимпийские игры.
Достонбек также участвовал в нескольких соревнованиях Премьер-лиги Каратэ 1 и завоевал ряд медалей.